# Evald Rucký
Evald Rucký (* 9. ledna 1959, Frýdek-Místek) je biskup a člen Rady Jednoty bratrské.

## Život
Narodil se v lednu 1959 ve Frýdku Místku.
Vystudoval Státní konzervatoř v Praze, poté uměleckou pedagogiku na HAMU. Po náboženské konverzi absolvoval biblickou školu při Církvi bratrské. Později si doplnil studium korespondenční formou na kalifornské pentekostální Škole biblické teologie bez státní akreditace.
Uvěřil v roce 1977 v Církvi bratrské. Opustil své původní povolání umělce a vydal se do služby Bohu. V letech 1979–1981 působil jako laický kazatel v Církvi bratrské v Horních Počernicích, v letech 1981–1987 v Pardubicích. Od roku 1987 byl povolán do kazatelské služby v Jednotě bratrské na plný úvazek. V letech 1987–1997 byl správcem sboru Jednoty bratrské v Liberci, následně působí v nadsborové službě.
Roku 1998 se stal členem Úzké rady Jednoty bratrské, roku 2008 jejím předsedou. V roce 2011 byl konsekrován na biskupa světové Jednoty bratrské (Unitas Fratrum), konsekrujícími byli bratrští biskupové Kingsley Lewis z Antiguy a Samuel Gray z USA.
Po pádu komunismu se výrazně angažoval ve spolupráci mezi českými církvemi. Po roce 2000 přednášel na mezinárodních konferencích v Evropě a v různých církvích po celém světě. Přednášky se většinou týkaly témat jako praktická pomoc lidem v nouzi, pastorační péče a poradenství nebo prezentace historie a současnosti své církve. V letech 2007 a 2008 reprezentoval před významnými českými politiky, hejtmany a starosty měst a obcí putovní výstavu k 550. výročí existence Jednoty bratrské. Od roku 2008 rovněž rozvíjí zahraniční aktivity své církve v Polsku.
Od roku 2005 se zasazuje o to, aby při všech sborech Jednoty bratrské vznikaly různé kluby, spolky a společensky prospěšné aktivity, jako např. dětské kluby, nízkoprahová zařízení pro děti a mládež, seniorské kluby či rodinná a mateřská centra. Přímo se podílel na zrodu asociace komunitních center Comeniana, která tyto všechny aktivity propojuje, a zformuloval její ideový kodex. V této síti center spolu s manželkou přednáší na témata jako výchova dětí v rodině, manželské problémy či mezilidské vztahy v rodině, dále zde pracuje v oblasti poradenství rodinám a také seniorům.
Je ženatý, s manželkou Rut mají tři dospělé dcery.